# Guadalupe Besso
Guadalupe Besso (* 2. Dezember 1998 in San Luis) ist eine argentinische Schachspielerin.

## Leben
Guadalupe Besso lernte die Schachregeln im Alter von sieben Jahren. Sie hat neun Geschwister. Ihr erster Schachlehrer war ihr ein Jahr jüngerer Bruder Javier. Sie spielt Schach für die Universidad de La Punta in der Provinz San Luis.

## Erfolge
Sie gewann mehrere argentinische Jugendmeisterschaften, zum Beispiel die U16-Meisterschaft der weiblichen Jugend 2014 in Embalse und die U20-Meisterschaft (weiblich) 2017 in Concordia. 2015 gewann sie die panamerikanische U18-Meisterschaft im Blitzschach (weiblich) in Cali.
Für die argentinische Nationalmannschaft der Frauen spielte sie bei der Schacholympiade 2022 in Mamallapuram.
Mit ihrem Ergebnis bei der panamerikanischen U14-Meisterschaft der weiblichen Jugend 2012 im peruanischen Lima erhielt sie den Titel Meisterkandidat der Frauen (WCM). Durch ihren Gewinn der südamerikanischen U18-Meisterschaft der weiblichen Jugend 2015 im bolivianischen Santa Cruz de la Sierra erhielt sie den Titel Internationaler Meister der Frauen (WIM). Ihre höchste Elo-Zahl betrug 2181 von Februar bis Juni 2019. Sie lag damit auf dem vierten Platz der argentinischen Elo-Rangliste der Frauen.
| Die zur Anzeige dieser Grafik verwendete Erweiterung wurde dauerhaft deaktiviert. Wir arbeiten aktuell daran, diese und weitere betroffene Grafiken auf ein neues Format umzustellen. (Mehr dazu) |

## Auszeichnungen
- 2016: Islas-Malvinas-Preis. Sportauszeichnung der Cámara de Diputados de la Nación Argentina[2]